# Apotrechus parvospinus
Apotrechus parvospinus is een rechtvleugelig insect uit de familie Gryllacrididae. De wetenschappelijke naam van deze soort is voor het eerst geldig gepubliceerd in 2002 door Liu & Yin.